# Movimiento por el Triunfo de las Libertades Democráticas
El Movimiento por el Triunfo de las Libertades Democráticas (MTLD) (en francés, Le Mouvement pour le triomphe des libertés démocratiques) fue entre 1946 y 1953 uno de los principales partidos políticos argelinos nacionalistas que abogaron por la independencia de Argelia del régimen colonial francés. El MTLD consiguió penetrar en bastantes sectores de la sociedad y en las capas medias, llegando a ejercer un dominio casi hegemónico sobre la clase baja de las grandes ciudades, a las que organizó en comités de desocupados.
En realidad, el MTLD provenía del Partido del Pueblo Argelino (P.P.A) fundado por Messali Hadj, que en 1946 se reconstituiría en un movimiento legal bajo el nombre de “Movimiento por el Triunfo de las Libertades Democráticas” en vistas de las elecciones legislativas previstas para el 10 de noviembre de 1946. Estas elecciones fueron orquestadas por el poder colonial francés tras detener a 33 candidatos del P.P.A-MTLD de los 59 que se presentaron y llevar a cabo numerosos registros e intimidaciones. El resultado fue la elección de únicamente nueve de los setenta candidatos que se presentaron, de los cuales solo cinco pudieron coger escaño. Indignada por el amaño de las elecciones, la base del MTLD respondió: “No nos vuelvan a llamar a las urnas”, “¡Dennos armas!”. Esta tensión electoralista/antielectoralista atravesaría el desarrollo político y las disputas ideológicas del partido durante sus siete años de existencia.

## Sociología del movimiento
El MTLD fue una organización sostenida por estrictas normas disciplinarias de carácter militar que le permitieron regular la sociedad  y a su base organizativa de manera amplia. Desde la IIGM fue el primer partido argelino con más base popular, a diferencia de la Unión Democrática del Manifiesto Argelino (UDMA), que era sobre todo una federación de notables que no tenía una organización comparable a nivel nacional. Ni el Partido Comunista Argelino (PCA), ni la UDMA consiguió eclipsar al MTLD, que llegó a tener el apoyo de regiones enteras en Argelia, especialmente en Constantina, Cabilia, Argel y Titeri. 
En 1947 tenía 20.000 militantes de los cuales un tercio se encontraban en Argel, seguido de Constantina, Cabilia, Orán y el Sur de Argelia. El P.P.A-MTLD tuvo gran implantación territorial en la Argelia rural, zona en la que los notables rurales llegaron a convertirse en personajes destacados del partido. Si bien en un comienzo consiguieron reclutar a las clases medias, del campo y de las ciudades, también penetraron en el sector urbanita que vivía sin empleo en las ciudades, al que consiguieron organizar en comités de desempleados. Sin embargo, las formas más tradicionales de la vida rural determinaron en gran medida la cohesión interna del partido, que estuvo lastrada por las relaciones clientelares y la personalización de la actividad política.

En una declaración Benabdelmalek Ramdane, miembro del partido, explica:

Nuestra organización es débil, no es capaz de responder a la situación actual. La formación militante es insuficiente. La calidad moral  no es muy buena. Esta debilidad afecta a la base a todos los niveles del partido. El personal permanente son administradores y no activistas. Y la educación ha sido dejada de lado por un trabajo de pura administración. El espíritu burocrático reina. El espíritu revolucionario se embota como resultado de la política del partido. Nuestra organización no es capaz, en las condiciones actuales, de conducir al pueblo argelino hacia su independencia. Tampoco es capaz de resistir al embate de la administración. Buscamos más llevar finanzas a las arcas del partido que perfeccionarnos. La rutina  se establece. Los militantes están decepcionados por reuniones sin interés. A los gerentes se les pide que sepan redactar un informe y no se presta atención a la tarea de la educación. Todos estos defectos recaen en la gestión. 
Un análisis de los órganos de gobierno desde el año 1946 al año 1953 muestra una dinámica en la que predomina el ascenso de intelectuales a la dirección, que constituyen 13 de los 30 miembros en el Comité Central como resultado del Congreso de febrero de 1947; 11 de 30 en el de julio de 1951, y 17 de 30 después del segundo Congreso en abril de 1953. Vale la pena añadir al análisis social del perfil del liderazgo el de los candidatos del MTLD durante las elecciones a la Asamblea de Argelia en abril de 1948. Para entonces, de los 52 candidatos, 6 de ellos formaban parte de la judicatura, 9 a la docencia, 3 médicos, 2 a funciones públicas, 2 al mundo estudiantil, 11 comerciantes, 4 agricultores y un artesano, 2 militares retirados y 10 miembros permanentes del partido. Estas anotaciones permiten entender que la base dirigente no estaba formada por lo que entonces se podía considerar la clase obrera trabajadora, a pesar de que su líder, Messali Hadj, venía de la tradición política comunista a la que estuvo directamente vinculado.

## Estructura política y regional del MTLD
Estructuralmente, a la cabeza del partido estaba el Comité de Dirección (Buró Político), formado por 5 o 12 miembros, dependiendo del periodo. A su altura se encontraba el Comité Organizador gobernando el aparato y encargándose de reunirse semestralmente con los líderes regionales. El Comité Central era el parlamento del partido, constituido por 14 o 30 miembros. Ante el Comité Central debía rendir cuentas la dirección. Por debajo se encontraban las diferentes comisiones especializadas. Entre ellas, la de sindicatos, estudiantes, propaganda, asuntos islámicos y funcionarios electos. Aparte se encontraba la sección de dirección política, que se encargaba de formar a los cuadros. En la cúspide, Messali Hadj que, a pesar de ser su máximo conductor, no consiguió tener el control total del partido durante toda su actividad política.
Regionalmente, se organizaron dividiendo Argelia en 10 wilayas subdivididas, a su vez, en 3 daïras que, al mismo tiempo, quedaban subdivididas en qasmas, distritos, secciones y células. En el nivel de la qasma, la vida local se conducía en torno a funcionarios permanentes, designados y con tareas especializadas y la qasma supervisaba las células de base. Por último, había otras organizaciones ocultas que extendían sus actividades hasta el nivel de la daïra, como la sección de seguridad y control, de estudio y verificación cruzada.
Era, pues, un partido bastante centralizado aunque luego en la práctica las autoridades regionales y locales tuvieran cierto margen de actuación. De hecho, el desarrollo de los acontecimientos internos del partido demostró que la flexibilidad de la centralización cuando personajes de peso político conseguían imponerse.

## Historia política del MTLD
Las masacres de Sétif y Guelma del 8 de junio al 14 de junio de 1945 habían llevado a las masas campesinas y urbanas (proletarios, subproletarios y desempleados) a incorporarse al P.P.A, al que se unieron también intelectuales pequeñoburgueses, desarraigados y rechazados por la burguesía europea.
Para junio de 1946 se preveían elecciones a la segunda Asamblea Constituyente, pero el P.P.A era entonces una organización clandestina y había dado órdenes de abstenerse. Sin embargo, Messali Hadj que pudo volver a Argelia tras 9 años exiliado, se encargó de proponer la participación del independentismo argelino en las primeras elecciones legislativas de la Cuarta República francesa el 10 de noviembre de 1946 bajo las siglas MTLD.
Así pues, el Comité Central del PPA se reunió en octubre de 1946 para decidir si aceptar entrar en la lucha electoral. El debate tuvo una duración de tres días y tres noches, dando como resultado El Movimiento por el Triunfo de las Libertades Democráticas a cuya cabeza estaría Messali Hadj, que se impuso casi con unanimidad a pesar del voto en contra de Lahouel. Lahouel era entonces uno de los principales representantes del sector antielectoralista del movimiento. Finalmente, algunos cuadros del PPA fueron relegados, constituyéndose un nuevo cuerpo ajeno a los métodos de lucha de la Estrella Norteafricana y del programa del PPA.
La decisión de Messali de participar en las elecciones de 1946 en ese entonces fue respaldada unánimemente por la dirección, pero no sin la negativa del líder del movimiento abstencionista, Lamine Dabaghine, con quien tuvo fuertes enfrentamientos. No obstante, la base mostró su rechazo al considerar que el antielectoralismo era un compromiso sagrado del nacionalismo argelino ya que participar en el marco legal impuesto por el colonialismo implicaba cooperar con ellos. 
El resultado de las elecciones del 10 de noviembre fue el acceso a escaños de cinco diputados pertenecientes al MTLD, cuyos nombres fueron el de Lamine Debaghine, Messaoud Boukadoum, Mohammed Khider, Djamel Derdour y Ahmed Mezera. El objetivo que se propusieron fue servir durante cinco años de legislatura como voz de las aspiraciones independentistas de los argelinos al interior de las instituciones coloniales y para ello debían cuidarse de terminar identificándose con los diputados franceses y sus demandas. 

### I Congreso del MTLD en 1947
El primer Congreso del MTLD se dio en la clandestinidad el 15 de febrero de 1947 en Belcourt, ahora un municipio de Argel conocido como Mohamed Belouizdad.
En este primer congreso se reunieron 60 miembros, entre los que se encontraban los miembros del Comité Central y otros cuadros. Sin embargo, Messali estuvo ausente, aunque su voz fue representada. En el Congreso Hocine Lahouel presentó un reporte haciendo balance de lo que habían supuesto las elecciones de noviembre de 1946. El amaño descarado durante todo el proceso electoral lle hicieron pensar que la guerra con Francia sería inevitable, opinión que no compartía Messali, puesto que pensaba que Argelia había perdido la oportunidad después del desembarco aliado de 1942 y de la masacre cometida en 1945, tras lo cual no se cumplían las condiciones políticas necesarias según el análisis de Messali.
En el congreso ya se vaticinaban algunas diferencias, sobre todo cuando se presentó una moción que condenaba a la dirección por crear un movimiento legal (MTLD) sin tener autorización de todas las instancias del partido. Sin embargo, esta moción fue rechaza por una mayoría bastante ajustada.
Entre los resultados del Congreso se debe destacar que se acordó mantener la estructura de la organización clandestina PPA, ahora confiada a Ahmed Bouda y Omar Oussedik, viejos militantes cercanos a un grupo cabilio que tenía una concepción pluralista árabe-bereber y secular de la nación argelina. El PPA sería el organismo al interior del MTLD encargado de velar por el carácter revolucionario y los entresijos electorales del movimiento.
Por otra parte, se debe destacar que se acordó la creación de un organismo paramilitar que sería llamado “Organización Especial” (O.S.). La Organización Especial quedaría bajo la dirección de un Estado mayor de cinco miembros y un consejo superior que representa a las zonas que esperan la orden para recurrir a las armas. Una orden que, según el historiador Gilbert Meyner, nunca llegó puesto que lo que se aceptaba teóricamente en el Congreso, luego no se aceptaba en la práctica. Según Meyner, la dirección aún aguardaba temerosa que pudiera repetirse la masacre ocurrida en 1945. Con el tiempo, la O.S. se conformaría en una estructura inspirada principalmente en la ciudad, donde el campo es visto como lugar estratégico fundamental, pero dirigido por y desde la ciudad, aunque variaba dependiendo la zona de Argelia.
Messali se mantendría sospechoso de la construcción de la Organización Especial ya que veía en ella el forzamiento operado por Jóvenes Turcos inspirados en Ait Ahmed y politólogos radicales liderados por Lamine Dabaghine, cuya oposición creció tras el Congreso y hacía peligrar el liderazgo de Messali. Hay que recordar que Dabaghine era el líder de la oposición antielectoralista de entonces. Para Mesali, esta tendencia confundía el camino de la revolución y la forma de lucha porque su perspectiva era crear un movimiento de masas formado por militantes conscientes, lo cual no quería decir que Messali pensase que la independencia sería regalada. Por ello, Messali defendió el mantenimiento de comités ilegales para respaldar acciones legales y permitir que el partido continuara sus actividades en caso de que volviese a la clandestinidad. Por tanto, Messali no rechazó la lucha armada, pero creyó en un primer momento que la urgencia residía en fomentar movilizaciones de masas urbanas y no de exaltados, como adjetivó en algún momento a los líderes de la O.S.  La masacre de Sétif en 1945 hizo que Messali viera con precaución la insurrección y se preocupase por una  educación paulatina del pueblo, por eso consideró la premura en la acción violenta “fanfarronadas de izquierdistas” consiguiendo que se levantaran contra él los sectores más izquierdistas del partido.

El historiador Benjamin Stora extrae la siguiente declaración de Messali tras el Congreso:
Salir de la clandestinidad para emprender la lucha en el plano legal requería un análisis sumamente serio, franco y leal, porque los medios de lucha y los métodos de acción no son los mismos. Pero este congreso se trataba de algo muy diferente: era un escenario de gran demagogia, jactancia, estúpido izquierdismo donde no cabía el estudio objetivo de un plan de acción acorde con el período que acabábamos de iniciar con nuestra participación en las elecciones. 
La reticencia a fortalecer la O.S. se dejó ver en el presupuesto operativo dado a la O.S. tras su creación en el Congreso de 1947, que fue una cifra simbólica de 100.000 francos. En 1948 se reduciría su plantilla. El material era tan escaso que en muchas ocasiones cada militante tenía que conseguir su propia arma. En total la O.S reunió quizás a mil hombres, siempre movilizados pero a la espera de una movilización armada general. Con el tiempo, todos los militantes de la O.S. aspirarían a la liberación total de Argelia y no tardarían en agrandar las filas del FLN. 

### La vía electoral: un continuo fracaso
El Comité Central del MTLD reunido el 23 de octubre de 1946 consiguió que la corriente antielectoralista encabezada por Lamine Debaguine cediera, pero no la de Hocine Lahouel.
El 20 de septiembre de 1947, una vez celebrado el I Congreso del MTLD, se promulga el Estatuto de Argelia, retomando un proyecto conservador de Georges Bidault que buscaba consolidar el carácter francés de Argelia. Este estatuto preveía que el país se organizara como un grupo de departamentos franceses, encabezados por un gobernador general y dotados de una asamblea argelina. Pero, además, estipulaba que la mitad de los 120 gobernantes de esa asamblea fueran elegidos por los votantes de un primer colegio de argelinos de condición francesa y otra mitad por un segundo colegio elegidos sólo por hombres argelinos.  Así pues, la Asamblea de Argelia no sería otra cosa que una institución colonial discriminatoria más.  El 4 de abril de 1948 fue electa la Asamblea de Argelia, después de un nuevo amaño que reforzó las capacidades del poder colonial francés.
Previamente, en octubre de 1947 habían tenido lugar las elecciones municipales en las que se registró el MTLD y cuya victoria fue aplastante, pues ganó casi todos los escaños del segundo colegio. Para la preparación de estas elecciones, Messali propuso un frente unido con el PCA (Mahmouti) y la UDMA (Ferhat Abbas) bajo el lema “Constituyente soberano argelino”, pero ambas formaciones se negaron. Llegar a un acuerdo con ellos seguiría siendo imposible durante 1948, puesto que no comulgaban con el objetivo final de Messali, que era la independencia total de la Asamblea Constituyente argelina. Como hemos mencionado, la administración colonial se encargaría de evitar que en las elecciones del 4 de abril de 1948 a la Asamblea de Argelia se volviese a repetir su victoria y falsificó todos los resultados.
Según Gilbert Mylner, desde entonces el MTLD osciló entre la no participación, con la consigna de la abstención, y la participación. En las siguientes elecciones, la dinámica sería la misma y durante las elecciones legislativas del 18 de junio de 1951, la administración colonial volvió a alterar los resultados. En muchos municipios donde la influencia del PPA-MTLD era notoria, las actas falsificadas dieron 0 votos al MTLD. En el segundo colegio, el MTLD se le acreditó el 8% de los votos, a la UDMA el 9% y al PCA el 3% y a los funcionarios administrativos oficiales el 80%.

El historiador Benjamin Stora extrae la siguiente declaración de Jacques Chevallier en 1956 sobre el resultado que tuvo la participación de los cuadros del MTLD en la elecciones orquestadas por el poder colonial, cuyo objetivo primordial siempre fue atraer a los representantes políticos de la burguesía argelina al régimen colonial:
Cuando fui elegido por primera vez en 1946, me encontré en la Cámara con seis miembros del MTLD. Durante los primeros seis meses fueron insoportables, subieron constantemente a la tribuna, insultaron a Francia, odiosos (como saben los comunistas cómo ser cuando quieren ser). Después de seis meses habían entrado al sistema. Se habían transformado en excelentes parlamentarios. Habría sido necesario cultivarlos, conservarlos preciosamente, ya que tuvimos la suerte de tener líderes de la eventual rebelión, nacionalistas a toda consta que se habían diluido en el régimen. Habían estado en contra de todo, pero ya no, recibían sus indemnizaciones, se habían convertido comerciantes en París sin ser molestados. Tratamos a toda costa de deshacernos de ellos en las siguientes elecciones, en 1951. Los conseguimos derrotar, por amaño. ¿Dónde están ellos hoy? Uno está en El Cairo, desde donde dirige todo el maquis de Argelia. Otro estuvo en Suiza hasta ahora: fue quién recaudó fondos para el movimiento nacionalista. No sé qué fue de los demás, pero lo cierto es que mientras defendían sus ideas en nuestro país, con violencia, pero verbalmente, no dirigían los comandos para la liberación de su patria. 

### La crisis berberista: algerianidad o arabo-islamismo.
La crisis bereber fue una de las mayores crisis en la vida del P.P.A-MTLD. 
En 1949 se difundió el folleto “Argelia libre vivirá” firmado por Idir el Watani (Idir el patriota). El texto fue escrito por los intelectuales de Cabilia, Yahia Henine, Mabrouk Belhocine y Doctor Sadek Hadjeres, que abogaban por una Argelia secularizada y plural que fuese argelina, pero también bereber y no sólo arabo-musulmana. Este texto buscaba igualar en relevancia las diferentes culturas y lenguas que comprendían Argelia. El texto surgió, en realidad, como una denuncia a las declaraciones de Messali contenidas en un memorándum ante la ONU en septiembre de 1948 que declaraba al país como árabe y musulmán.
El MTLD calificó el debate de “trama bereberista” o “berebero-materialista”   a lo que fue más bien un intento de abrir debate sobre la definición de nación argelina que había sido asumida.
Es importante entender que los cabilas se veían de cierto modo como La Vanguardia del movimiento de emancipación argelino, y sentían que su carácter bereber estaba infravalorado por el liderazgo árabe del movimiento. Ante esto, la dirección hizo todo lo posible para reducir a los berberistas. Incluso se enviaron grupos de choque para intimidarlos hasta que la dirección disolvió burocráticamente la federación más contestataria en Francia, que se había hecho eco del texto y sus críticas. En suelo francés, la dirección llegó a ocupar sus locales por la fuerza y nombró un consejo de administración en el que coexistían tres ejecutivos cabilios que formaban parte de la dirección para limpiar la federación rebelde de Francia. Llegaron a enviar doscientos delegados a París para afirmar su apego a la doctrina del MTLD y a Messali.
Los mesalistas y sus actuales compañeros salieron vencedores de la crisis una vez reprimido el hecho bereber.

### El desmantelamiento de la Organización Especial
En 1949 tendrá lugar un suceso determinante en el recorrido del P.P.A-MTLD. Este fue, el desmantelamiento por parte de las autoridades coloniales del grupo paramilitar clandestino asociado al partido, la Organización Especial. Esto sucedió bajo el argumento de que el MTLD había participado en el atraco a la oficina de correos de Orán a través de su grupo armado, la O.S.
Ante este hecho, la dirección del PPA-MTLD negó la existencia de una organización armada asociada al partido para poder salvaguardar así la existencia del MTLD. Esto alimentó la fuerza de la corriente legalista del partido, que pidió a uno de sus diputados en el parlamento francés, Mohammed Khider, que no hiciera uso de su inmunidad parlamentaria y se presentase ante la justicia colonial, que le había implicado en el caso del atraco a la Oficina de Orán. Messali Hadj se opuso al considerar que era “una vergüenza que un movimiento revolucionario lleve a uno de sus líderes ante el juez de instrucción”. Finalmente, el Buró Político del MTLD lo obligó, ante lo cual Messali intervino a su favor. A partir de esta fecha los enfrentamientos en el Comité Central se recrudecieron debido a que parte de la dirección quiso descartar cualquier idea de actuación ilegal. Messali Hadj, que por aquel entonces aún tenía control sobre el Comité Central, pudo contener esta deriva.

### Corrientes internas del MTLD en 1950
A fines de 1950 el secretario general del Comité Central, Lahouel, presentó su renuncia después de fuertes debates con el presidente Messali. Estos debates vaticinaban el futuro de los disensos, que tuvieron que ver principalmente con las diferencias acerca de la cuestión sobre la lucha armada. De las discusiones surgieron tres opciones:
1. Corriente ilegalista, que abogaba por el regreso a la clandestinidad total.
2. Corriente legalista. En una primera etapa optó por enviar delegaciones a Francia para pedir a Messali que reconsiderara sus posiciones. Más tarde, en una segunda etapa, organizaron un Congreso que ratificó políticamente las posiciones del Comité Central y optaron por la acción dentro de los cauces legales de las instituciones coloniales francesas. En corriente centralista destacaron principalmente los intelectuales y la pequeña burguesía.
3. Corriente intermedia, representada por el Comité Revolucionario de Unidad y Acción (CRUA).

La corriente legalista predominó a la hora de posicionarse ante la multitud de juicios que juzgaron a la O.S y que obligaron a sus miembros a negar la relación con el MTLD. La corriente radical, que en 1946 no había sido liderada por Messali, luego fue representada por los seguidores de Messali. Los mesalistas serían contrarrestados progresivamente por la corriente centralista. Especialmente desde que Messali fue expulsado de Argelia por las autoridades francesas a Niort.

### 1950-1953, los años de las purgas en el MTLD
Como se ha mencionado anteriormente, las discusiones entre legalistas y radicales estuvieron presentes en el MTLD desde su constitución como partido legal en 1946. Sin embargo, se fueron recrudeciendo de manera más nociva a medida que fueron pasando los años y debió volver a decidirse la participación en nuevas elecciones orquestadas por Francia. Desde el año 1950 al año 1953 el PPA-MTLD vivió en un estado de crisis permanente. La lucha política por la vía parlamentaria y el marco jurídico francés se hizo cada vez más imposible, las fuerzas reales del partido fueron encarceladas masivamente, y la alternativa de enfrascarse en la lucha armada no se presentaba entonces como una opción realista después de la disolución del grupo paramilitar del MTLD, la Organización Especial.
En marzo de 1951 tuvo lugar una reunión del Comité Central, en la que estas dos vías quedaron más patentes que nunca. Para Messali, la lucha armada siguió siendo demasiado riesgosa, y se mantuvo firme a la estrategia de la movilización popular. El dirigente se presentó muy crítico con la dirección del partido, a la que criticó por su reformismo y  rechazo al compromiso con las luchas que la resistencia independentista tunecina y marroquí habían emprendido.
La estrategia de Messali fue, pues, apelar a la opinión pública para presionar a la gerencia del Partido y emprender una gira que comenzó el 13 de julio de 1951 y que recorrió Francia, Burdeos, París y el Este de la capital. También fue a Medio Oriente, donde hizo contactos y solicitó apoyos.  El 16 de enero de 1952, tras un año de viajes, regresó a Argelia. Las autoridades coloniales se asustaron y lo devolvieron a Bouzareah el 24 de abril de 1952. Una vez deportado, Messali decidió continuar sus movimientos a pesar de la oposición de la dirección, que le prohibió convocar concentraciones populares. Pero Messali hizo oídos sordos y visitó Boghari, Chellala, Blida, Miliana y Duperré provocando una gran respuesta popular. Cuando visitó y organizó una concentración en Orléansville, la policía francesa intervino violentamente asesinando a dos argelinos. Tras este hecho, Messali fue deportado a Niort el 14 de mayo. Su ausencia ayudó a sus adversarios políticos en el MTLD a reagruparse e influyó en que la posición mesalista fuese minoritaria en el seno de la dirección. Con Messali deportado a Francia, se desencadenó una crisis irreversible para el MTLD.

### II Congreso del MTLD en 1953
El segundo Congreso del MTLD fue celebrado del 4 al 6 de abril de 1953. La dirección del MTLD buscó sobrevivir a la crisis administrando el partido y propuso convocar a un congreso a todas las tendencias del movimiento nacional para dirimir las diferencias. Organizado en circunstancias poco democráticas, sin haber informado de las diferencias a los asistentes al congreso y habiendo tomado la corriente legalista el mando. Messali, condenado en Niort, envió a Moulay Merbah como intermediario de su mensaje al que la dirigencia del partido sólo permitió retransmitir la mitad de su carta.
La facción neoburguesa encabezada por Sid Ali, Lahouel y Kiouane creó un Comité Central a su imagen y semejanza y se separó de los militantes que en marzo de 1953 se habían manifestado en contra de participar en las elecciones.

### 1953-1954 , el año de la escisión en el MTLD
En diciembre de 1953 Messali atacó abiertamente a la dirección del partido en un mensaje a la conferencia federal del mismo celebrada en París:

El movimiento nacional atraviesa una crisis que no carece de gravedad (...) Desde hace más de tres años lucho dentro del Partido en silencio y por el canal jerárquico para proteger al movimiento nacional del deslizamiento hacia la aventura y el abandono de los principios revolucionarios (…) Así, surgió desde entonces una política de facilidad y compromiso, y se instauró en el Partido una verdadera burocracia con sus funcionarios, sus teléfonos, sus pashas y sus chaouchs. Durante mi estancio en Bouzareah, tanto en Chantilly como en Niort, recibí cientos de militantes e incluso funcionarios que vinieron a protestarme contra el silencio del Partido tanto en París como en Argel (…) Sus protestas también se relacionaron con el silencio observado por el partido sobre los acontecimientos que se estaban desarrollando en Túnez y Marruecos (…) Tampoco comprendían la ausencia del Partido en el escenario político francés donde tantos problemas. (…) La dirección, que se aferra a sus privilegios, se aferra al poder a través del juego democrático de un comité central, que en su mayoría, está compuesto por funcionarios a su propia imagen. En los dos años que llevo en Niort nunca me han consultado ni sobre la marcha del Partido, ni sobre los graves hechos que han tenido lugar en el Norte de África… Hay, efectivamente, en el Partido un sistema de asfixia, policía y soplón contra todos los militantes que se atrevan a hacer la más mínima crítica a la marcha del Partid, sus gastos y su fata de actividad. 
Messali creó el Comité de Seguridad Pública (C.S.P) formado por cuatro miembros encargados de organizar la revuelta contra la dirección del partido. Para ello, distribuyeron por toda Francia una circular con las quejas de Messali, además de comités locales en todas partes y bloquear los fondos destinados al partido. A su vez, en Argelia se formó un equipo de mesalistas en contra del liderazgo del MTLD. Los mesalistas fueron seguidos en Orán, Cabilia, en parte de Argel y al Este de Argelia. Ante ello, el Comité Central intentó contener la revuelta militante, pero no funcionó y permitieron a Messali organizar un congreso. El que fue portavoz de Messalii, Moulay Merbah anotó en su diario:
Hice un esfuerzo inmenso, tanto físico como intelectual. Pero los meses que seguirán serán más duros y dolorosos, porque los pachás sólo retrocedieron para luchar mejor, mentir y crear desorden. El comité central sólo hizo una concesión a Messali: organizar un congreso y mantiene en su poder los fondos del Partido  y los utiliza para no perder el soporte del dispositivo. 
A partir de abril de 1954, la táctica del Comité Central se desplegó en varias direcciones:
1. Utilizar medidas organizativas para obstruir la toma de posesión del dispositivo por parte de los mensajeros.
2. Empujar a los militantes a dejar de pagar contribuciones para que Messali ya no tenga los medios financieros para una acción.
3. Facilitar la suspensión del personal permanente mediante el pago de varias cuotas mensuales por adelantado.
4. Responder políticamente a la acusación de reformismo aliándose con activistas de la Organización Especial.
5. Mostrar el mesalismo como un intento de dividir al Partido.

Además, empiezan a propagar la acusación del culto a la personalidad de Messali y los miembros del Comité Central empiezan a ser llamados “centralistas”.

## El Comité Revolucionario para la Unidad y la Acción (CRUA)
Si bien el MTLD estuvo atravesado por la oposición irreconciliable entre dos fuerzas opuestas (centralistas y mesalistas), en marzo de 1954 apareció una tercera fuerza que se presentó como neutral. Esta fue el Comité Revolucionario para la Unidad y la Acción (CRUA), de Mohammed Boudiaf.
El CRUA fue una alianza entre los centralistas que quieren contener la corriente mesalista al amparo de un congreso dándoles todas las garantías, y los activistas de la Organización Especial ansiosos de unir al partido para entablar la lucha armada. Según Mohamed Harbi, el CRUA fue fruto de la confusión de ideas característica de los cuadros del PPA-MTLD y para Benjamin Stora, el enfoque de Boudiaf y el CRUA fue concertado, en realidad, con el Comité Central del MTLD, inaugurando así un compañerismo que sólo sería temporal.
Boudiaf atribuyó a Messali la mayor responsabilidad de la escisión del MTLD y le reprochó criticar al partido mediante un llamamiento directo a los militantes en vez de buscar un compromiso dialogado con los líderes. Para Messali, la CRUA no quería unir al MTLD, sino que era una pantalla creada por los centralistas. El 9 de mayo de 1954 apareció la violencia en la lucha entre las facciones y un grupo de choque mesalista de la Kasbah atacó a los líderes del CRUA, Mohammed Boudiaf y Rabah Bitat. Dos días después los activistas atacaron el local de los mesalistas.
La violencia y los enfrentamientos se multiplicaron hasta el Congreso que los mesalistas celebraron en Bélgica, en Hornu, el 14 de junio de 1954.

## El Congreso de Hornu en 1954
Según Gilbert Meyner, los orígenes de la escisión se remontan a las luchas multifacéticas que primero opusieron a Messali a los radicales y luego a los moderados del partido. La complejidad de la evolución interna del P.P.A-MTLD residió en que hasta 1954 ninguna corriente interna estuvo completamente cristalizada, ni en la cima de la organización, ni en su base militante. Según él, existieron múltiples puntos de contacto entre las diferentes tendencias hasta el punto de que en vísperas del Congreso de Hornu en 1954 que terminará escindiendo al MTLD, el frente de las luchas se desplazó. De modo que para los centralistas los activistas se llegaron a convertir en un peligro por su impaciencia para alzarse en armas contra las fuerzas coloniales francesas, a pesar de que para los activistas el mesalismo siguió siendo un contrincante político. El movimiento que llevó espontáneamente a las masas militantes hacia Messali tradujo la necesidad de una acción de ruptura con un rumbo legalista que desde las elecciones de 1947 se presentaba agotado.
Del 14 al 17 de julio de 1954 tuvo lugar en Bélgica el congreso del ala mesalista, al que asistieron cerca de 300 delegados. Pero antes, el 10 de julio, el Comité Central convocó una  conferencia preparatoria en Argel sin Messali ni sus seguidores, ya que estaban en Bélgica donde Messali había organizado otro congreso. Los delegados centralistas en el congreso de Argel votaron una agenda que era una culpa atenuada a Messali y fijaron la fecha del congreso para el 15 de agosto de 1954.
En el Congreso organizado por Messali, la mayoría de asistentes eran de Argelia, y hubo representantes de todas las regiones, especialmente de Constantina y Argel, donde habían librado una dura lucha contra el Comité Central y donde los militantes comprendían muy bien la naturaleza de la crisis del MTLD. Además, toda la Federación francesa del MTLD envió delegados a Hornu.
El informe que Messali dirigió a este congreso marcó una ruptura definitiva con el Comité Central. La creciente masa de inquietud y descontento y la progresiva renuncia a una política revolucionaria cristalizó en el informe de Messali. Messali reprochó a los centralistas sobrestimar las diferencias dentro de las potencias occidentales, de mantener una política electoral sin principio, de tener una visión de alianzas dentro del país que puso al Partido a remolque de los movimientos reformistas y por negarse a luchar junto al pueblo tunecino y marroquí.

Consta en un fragmento del informe lo siguiente:
Los problemas tunecino y marroquí han experimentado una internacionalización desde 1950 hasta nuestros días. Para recordar en una palabra cuáles son los medios prácticos que han militado a favor de esta internacionalización, digamos que la situación en Marruecos y Túnez roza la insurrección. Desde un punto de vista táctico, el momento es sumamente favorable para tratar de vincular el problema argelino y el del Magreb árabe y, al mismo tiempo, para internacionalizar el problema argelino, apoyarse en una política 	interna revolucionaria. No hay muchas maneras de internacionalizar un problema, tienes que seguir adelante o salir de él.  
El Congreso decidió organizar un “Comité Nacional de la Revolución” (CNR), dirigido desde Argel por un responsable obrero de la O.S y otro de la comisión obrera del MTLD para recuperar el dinero, los edificios, y armas en poder del Comité Central, reorganizar el partido e iniciar la lucha armada.  La resurrección estaba prevista que se desencadenara a más tardar el 15 de noviembre de 1954, pero el Comité Nacional de la Revolución (CNR) encargado de preparar la insurrección, no respetó plenamente las decisiones de Hornu. Faltaban armas y dinero.
El Congreso de Hornu representó un momento crucial en la historia del movimiento nacionalista argelino. En momentos en que Mendés-France firmaba los Acuerdos de Ginebra el 20 y 21 de julio de 1954, y se disponía a negociar la autonomía interna de Túnez, Hornu afirmó que el pueblo argelino tenía que arrebatar la independencia mediante la lucha armada, siempre ligada al movimiento de masas.

## La génesis del FLN
El FLN apareció públicamente el 1 de noviembre de 1954. Su núcleo original se formó desde aquellos líderes del Comité Revolucionario de Unidad y Acción (CRUA) que se reagruparon en 1954 separándose de los centralistas. En concreto, Boudiaf y Boulaid, partidarios de la insurrección armada inmediata que, apoyándose en el grupo de los 22, se sumó a la delegación exterior del MTLD en el Cairo, entre los que estaban Ben Bella y Mohamed Khider. Pero también se unió parte de la tendencia mesalista, en concreto de la wilaya de Cabilia.
Una idea fija moverá a los 9 históricos fundadores del FLN, que les viene directamente del PPA: la independencia sólo se lograría con la lucha armada y la guerra contra el colonizador, pues consideran que dentro de la estructura colonial no sólo es imposible progresar, sino que además la naturaleza de las leyes que promulgan atentan directamente contra la vida del pueblo argelino colonizado. Los 9 históricos del FLN condenaron a Ferhat Abbas, a los ulemas y al PCA y luego a los centralistas, no porque sean hostiles a la independencia, sino porque ellos creían en su realización por etapas sucesivas. Por tanto, el grupo fundador del FLN parte de una estrategia política antielectoralista y adversaria de la unión con los partidos que no apoyen la lucha armada.